# Зоряна брама: Безмежність
Зоряна брама: Безмежність (англ. Stargate Infinity) — американський мультсеріал у всесвіті фантастичних фільмів та серіалів Зоряної брами. Транслювався на телеканалі FOX з 14 вересня 2002 — по 24 березня 2003 років. У зв'язку з непопулярністю знятий з ефіру і визнаний неканонічним.

## Сюжет
Події розгортаються через 30 років після віднайдення на Землі першої Зоряної брами. Ґоа'улдів вже переможено, а існування Зоряної брами розсекречено. Земляни співпрацюють з різноманітними іншопланетними цивілізаціями, але ким були творці Брам — Древні, досі лишається таємницею (на відміну від серіалу «Зоряна брама: SG-1», що транслювався паралельно).
На одному із завдань хтось від імені ветерана майора Гаса Боннера посилає загін новачків у засідку войовничих тлак'канів. Всі докази свідчать проти майора і його усувають від подорожей на інші планети. Його племінниця Стейсі і молодий дослідник Гаррісон певні, що його підставили. Тим часом на Землі знаходять саркофаг з невідомою істотою всередині, на яку полює чужопланетний шпигун, прикидаючись Боннером. Справжній Гас Боннер збирає Стейсі, Гаррісона та інших зі свого загону і попри заборону тікає крізь Зоряну браму. Вони мандрують із одного світу в інший у пошуках свідчень невинуватості й загроз для Землі, на шляху стикаючись з найрізноманітнішими культурами та істотами.